# Waldir Morato
Waldir Mendes Morato de Andrade (Nossa Senhora do Loreto de Morada Nova (então distrito de Abaeté), 5 de fevereiro de 1936) foi um político, advogado e professor brasileiro do estado de Minas Gerais. 

Waldir Morato foi deputado estadual em Minas Gerais, durante o período de 1967 a 1975 (5ª e 6ª legislaturas)

, respectivamente pelo PL e pela ARENA.